# Tsjoektsjisch
Het Tsjoektsjisch (лыгъоравэтльан йилйил, lygoravetlan jiljil) is de moedertaal van ca 70% van de 15.183 Tsjoektsjen (1989), een volk in het uiterste noordoosten van Siberisch Rusland (Tsjoekotka). Het is de voornaamste taal van de Tsjoektsjo-Kamtsjadaalse talen, waartoe ook het nauw verwante Korjaaks behoort.
Samen met een aantal andere, onderling niet verwante taalgroepen wordt deze groep tot de Paleosiberische talen gerekend, een verzamelnaam voor de talen van de oudste bewoners van Siberië.
Binnen het Tsjoektsjisch onderscheidt men een oostelijk kustdialect en een westelijk toendradialect.
Het Tsjoektsjisch beschikt over een schrijftaal, sinds 1937 op basis van het cyrillische alfabet. Daar was een in 1932 ontwikkelde Latijns geschreven taal aan voorafgegaan, op basis van het westelijke dialect.
De eerste Tsjoektsjische woorden werden in 1755 gepubliceerd door Stepan Krasjeninnikov in zijn reisverslag over Kamtsjatka. De eerste Tsjoektsjische tekst verscheen in 1881 in Jakoetsk ter gelegenheid van de kroning van tsaar Alexander III. In 1932 ontwikkelde men in Leningrad een met Latijnse letters geschreven schrijftaal op basis van het westelijke dialect. In 1937 ging men over op het cyrillische alfabet, dat nog steeds in gebruik is.
Een merkwaardig verschijnsel in het Tsjoektsjisch is een uitspraakverschil tussen mannen en vrouwen: in de vrouwentaal ontbreekt de klank r: ervoor in de plaats spreken vrouwen een ts uit.
Ook de laatst overgebleven Kereken spreken inmiddels Tsjoektsjisch. Hun oorspronkelijke taal, het Kereks, werd aanvankelijk beschouwd als een Tsjoektsjisch dialect, maar wordt binnen de Tsjoektsjo-Kamtsjadaalse talen nu als een aparte taal beschouwd.